# Jim le vif
Pour plus de détails, voir Fiche technique et Distribution.
Jim le vif (titre original : Sudden Jim) est un film américain réalisé par Victor Schertzinger, sorti en 1917.

## Synopsis
Lorsque son père Jimmy Ashe décide de lui confier la direction de l'usine, Jimmy Jr. hésite mais finit par accepter. Il va se retrouver aux prises avec Moran, un homme d'affaires corrompu, mais il va aussi trouver l'amour...

## Fiche technique
- Titre français : Jim le vif
- Titre original : Sudden Jim
- Réalisation : Victor Schertzinger
- Scénario d'après le roman Sudden Jim de Clarence Budington Kelland (en)
- Photographie : Paul E. Eagler et Chester A. Lyons
- Production : Thomas H. Ince
- Société de production : Triangle Film Corporation
- Société de distribution : Triangle Distributing Corporation
- Pays de production :  États-Unis
- Langue originale : Anglais
- Format : noir et blanc — 35 mm — 1,37:1 — Film muet
- Genre : Film dramatique, Film d'action
- Durée : 5 bobines
- Date de sortie : 
  - États-Unis : 22 juillet 1917
- Licence : domaine public

## Distribution
- Charles Ray : James Ashe, Jr.
- Joseph J. Dowling : Juge Zanaan Frame
- Sylvia Breamer : Marie Ducharme
- Lydia Knott : la veuve Stickney
- William Ellingford : Steve Gilders
- Frank Whitson : Rôle indéterminé
- Georgie Stone : "The Kid"